# وزیر ارشد بلوچستان
وزیر ارشد بلوچستان ( اردو : وزیر اعلیٰ بلوچستان ) رئیس دولت ایالت بلوچستان پاکستان است . رئیس قوه مقننه حکومت استانی را رهبری می کند و توسط مجلس استانی انتخاب می شود . با توجه به اینکه وی از اعتماد مجلس برخوردار است، دوره ریاست‌وزیری پنج سال است و هیچ محدودیتی در دوره ندارد. سرفراز بوگتی، وزیر فعلی بلوچستان است. کابینه کنونی بلوچستان متشکل از 14 عضو است
وزیر ارشد بلوچستان توسط مجلس ایالتی بلوچستان به عنوان رئیس دولت ایالتی بلوچستان پاکستان انتخاب می شود . 